# ディスクゴルフ
ディスクゴルフ（英語: disc golf）は、フライングディスクを使用した競技の一種である。ゴルフコースを模した小型のコースで、フライングディスクを専用ゴールにいかに少ない投数で入れられるかを競う。